# 小风毛菊
小风毛菊（学名：Saussurea minuta）是菊科风毛菊属的植物，是中国的特有植物。分布在中国大陆的四川、甘肃等地，生长于海拔3,500米至4,900米的地区，多生长于山坡砾石地，目前尚未由人工引种栽培。